# Antje Buschschulte

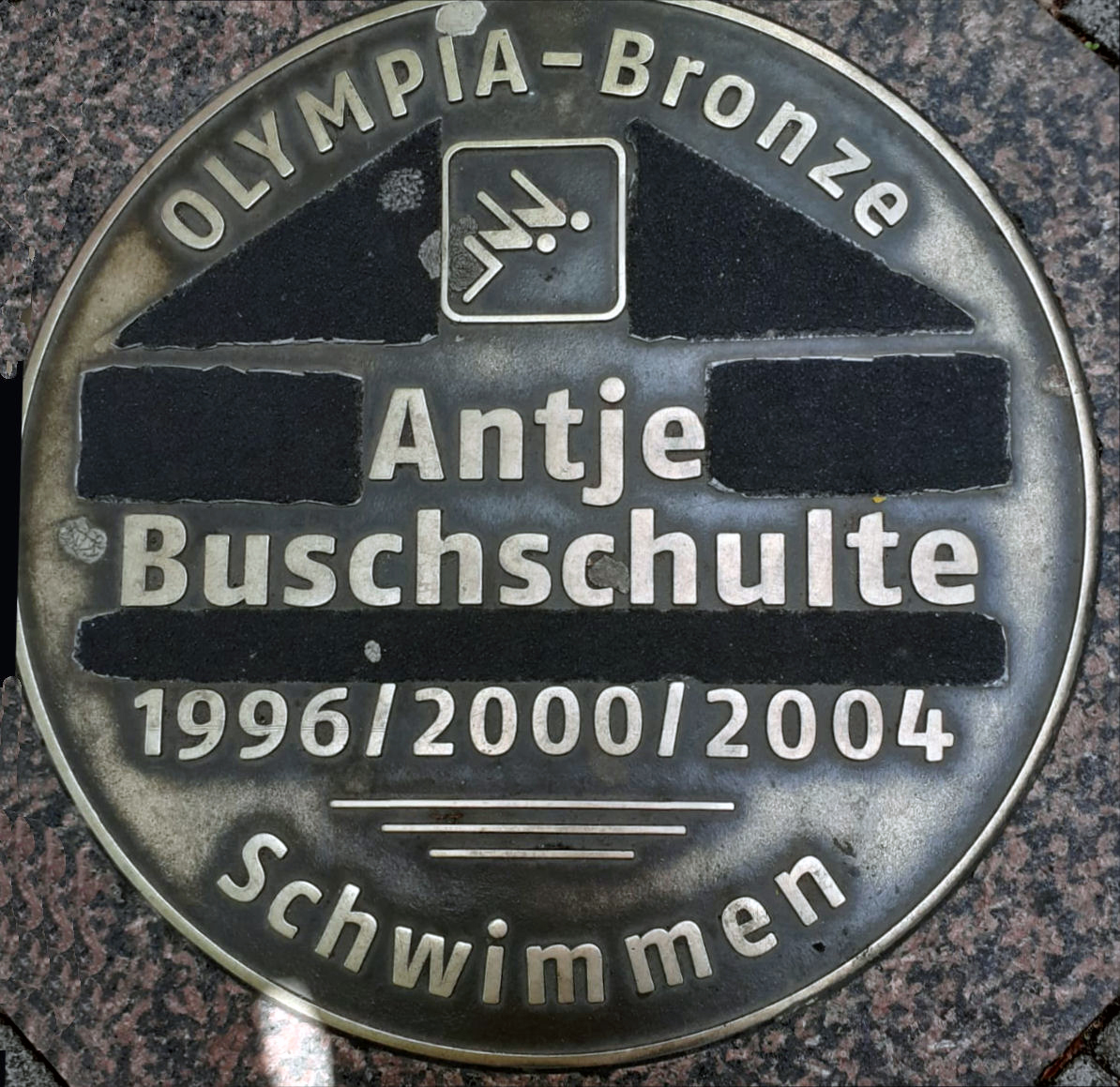
Sports Walk of Fame in Magdeburg

Antje Buschschulte (* 27. Dezember 1978 in West-Berlin) ist eine ehemalige deutsche Schwimmerin.

## Sportlicher Werdegang
Im Alter von sieben Jahren begann Buschschulte mit dem Schwimmsport in Berlin, wo sie vom Verein TSV Zehlendorf 88 gesichtet wurde. Ihr erster internationaler Wettkampf war nach dem Umzug der Familie nach Lübeck-Travemünde die Jugendeuropameisterschaften in Istanbul 1993, wo sie mit 14 Jahren über 100 m Rücken und mit der 4 × 100-m-Lagenstaffel gewinnen konnte. 1995 wechselte sie nach Hamburg zu professionellem Training. Nach Bronze über 4 × 100 m Freistil bei den Olympischen Spielen 1996 beendete ihr Hamburger Trainer Glen Christiansen (Schweden) seine Tätigkeit und Buschschulte wechselte mit 17 Jahren von der SG Hamburg zum SC Magdeburg, wo sie auf das Sportgymnasium ging und zu ihrem langjährigen Trainer Bernd Henneberg kam. Ihre Spezialdisziplinen waren die kurzen Rücken- und Freistilstrecken. 2006 gewann sie bei einem Ausflug auf die Delphindisziplin den Europameistertitel auf der Kurzbahn über 100 m. Insgesamt holte sie über 54 Medaillen bei internationalen Meisterschaften und nahm an vier Olympischen Spielen teil (1996, 2000, 2004, 2008). 2003 wurde sie Weltmeisterin über 100 m Rücken. Sie ist die einzige deutsche Schwimmerin, die in 14 Jahren in Folge von 1995 bis 2008 an jedem internationalen Wettkampfhöhepunkt des Jahres teilnahm (EM, WM, Olympische Spiele). Am 28. November 2008 erklärte sie ihren Rücktritt vom aktiven Sport.

## Beruf
Nach dem Abitur studierte sie Sport und Englisch, später Biologie. Sie ist dem Schwimmsport weiterhin verbunden und war von Mai 2009 bis September 2011 Vizepräsidentin des Landesschwimmverbandes Sachsen-Anhalt. Von November 2011 bis Mai 2015 arbeitete Antje Buschschulte als Büroleiterin von Rainer Robra, dem Chef der sachsen-anhaltischen Staatskanzlei.
Im Jahr 2015 promovierte sie an der Otto-von-Guericke-Universität Magdeburg in Neurobiologie mit einer Dissertation mit dem Titel Reward- and attention-related determinants of color selection in human visual cortex. Mittlerweile arbeitet sie als Referentin der Staatskanzlei.

## Politik
Buschschulte ist Mitglied der Partei Bündnis 90/Die Grünen. Zur Landtagswahl am 6. Juni 2021 in Sachsen-Anhalt wurde sie auf Listenplatz 9 der Landesliste der Grünen und als Direktkandidatin im Wahlkreis Magdeburg West aufgestellt, verpasste jedoch den Einzug in den Landtag.
In einem Interview sagte Buschschulte, nach der Kandidatur für die Landtagswahl, sie würde sich politisch engagieren, um an zukünftigen Entscheidungen beteiligt zu sein, wobei sie sich besonders für das Thema Digitalisierung interessiert.

## Privates
Von 2001 bis 2002 war Buschschulte mit dem Sprinter Ingo Schultz liiert. Seit dem 11. November 2011 ist sie mit dem deutschen Schwimmer Helge Meeuw verheiratet. Das Paar hat drei Töchter und lebt in Magdeburg.

## Internationale Erfolge (50-m-Bahn)
- Olympische Spiele 1996: Bronzemedaille 4 × 100 m Freistil
- Olympische 2000: Bronzemedaille 4 × 200 m Freistil
- Olympische 2004: Bronzemedaille 200 m Rücken, 4 × 200 m Freistil, 4 × 100 m Lagen
- Weltmeisterschaften 2001: Gold 4 × 100 m Freistil, Silber 50 m Rücken, Bronze 100 m Rücken
- Weltmeisterschaften 2003: Gold 100 m Rücken, Silber 4 × 100 m Freistil
- Weltmeisterschaften 2005: Silber 100 m Rücken, Silber 4 × 100 m Freistil, Bronze 50 m Rücken, Bronze 4 × 100 m Lagen
- Europameisterschaften 1995–2006: 5 × Gold, 3 × Silber, 4 × Bronze

## Rekorde
| Deutsche Rekorde (4)                              | Deutsche Rekorde (4) | Deutsche Rekorde (4) | Deutsche Rekorde (4) |
| ------------------------------------------------- | -------------------- | -------------------- | -------------------- |
| 4 × 100 m Lagen (mit Poewe, van Almsick und Götz) | 4:00,72 min          | 21. August 2004      | Athen                |
| 50 m Schmetterling (Kurzbahn)                     | 25,73 s              | 12. August 2006      | Hamburg              |
| 100 m Schmetterling (Kurzbahn)                    | 56,94 s              | 10. Dezember 2006    | Helsinki             |
| 200 m Rücken (Kurzbahn)                           | 2:04,23 min          | 14. Dezember 2003    | Dublin               |
| (Stand: 31. Juli 2009)                            |                      |                      |                      |